# 세레 디에
세르소 조프루아 공자루아 디에(Sereso Geoffroy Gonzaroua Die, 1984년 11월 7일, 아비장 ~)는 흔히 세레 디에(Serey Die)로 알려진 코트디부아르의 전 축구 미드필더이다.

## 클럽 경력

### 초기 경력
세레이 디에는 아비장의 상트르 나시오날 데 스포르트 드 오트 니보에서 축구를 시작하였다. 그는 볼캉 주니오르에서 1년, 코로고에서 1년 활약한 뒤 2003년에 상위팀 스타드 다비장으로 이적하였다. 3년 후, 그는 튀니지의 굴레트 에 크람으로 이적하였다. 그러나, 여기에서의 생활도 짧은 시일 내에 마무리되었는데, 그는 6개월만에 계약을 해지하였다.

### 세티프
이후, 세레 디에는 세티프의 트라이얼 제의를 받았고, 그에 따라 알제리로 이주하였다. 그의 여정은 시작을 앞두었으나, 하루만에 촌극으로 끝나버렸다. 클럽 회장은 세레이 디에를 자신이 원치 않은 선수로 판단하였고, 귀가 조치를 내렸다. 감독은 세레 디에가 남아 훈련에 참가할 수 있도록 하였고, 그는 감독 말을 따라 연습 경기에서 보드진들을 설득하여 6개월의 트라이얼 동안 머물수 있도록 하였다. 트라이얼 시기 동안, 세레 디에는 우수한 활약을 펼쳤고, 세티프는 아랍 챔피언스리그 2007-08 우승을 거두었다. 그러나, 그는 나중에 받은 계약 제의를 거절하였다.

### 시옹
2008년에서 2012년까지, 세레 디에는 시옹에서 활약하였고, 이 곳에서 그는 스위스컵을 두 차례 우승하였다. 2010년 3월, 세레 디에는 불법 도박 조작 의혹에 연루되었다. 2012년 5월, 그는 13살짜리 볼보이의 얼굴에 따귀를 때린 것이 카메라 영상에 적발이 되어 논란의 대상이 되었다. 이 경기는 로잔 스포르트와의 5월 2일 원정경기에서 발생하였다. 그 결과 그는 8경기 출장 정지 징계를 받았다.

### 바젤
2012년 12월 13일, 바젤은 세레 디에를 3년 반 계약으로 영입하게 되었다고 발표하였다. 세레 디에는 2013년 2월 10일, 3-0으로 이긴 친정팀 시옹과의 장크트 야콥 파크 홈경기에서 바젤 데뷔전을 치르었다. 2013년 4월 1일, 루체른과의 스위스포어아레나 원정 경기에서 바젤 1호골을 득점하였고, 팀은 4-0으로 이겼다. 2012-13 시즌 종료 후, 그는 바젤에서 리그 우승을 거두었고, 스위스 컵에서는 준우승을 차지하였다. UEFA 유로파리그 2012-13에서, 바젤은 준결승전까지 진출하였으나, UEFA 챔피언스리그 우승팀 첼시에게 합계 2-5로 패하면서 탈락하였다.

### 슈투트가르트
2015년 2월 2일, 세레 디에는 슈투트가르트로 이적했다.

## 국가대표팀 경력
세레 디에는 2013년 3월 23일, 3-0으로 이긴 감비아와의 스타드 펠릭스 우푸예트-부아니에서 열린 홈경기에서 코트디부아르 국가대표로 데뷔하였다.

## 사생활
2014년 월드컵의 콜롬비아전에서 경기를 앞두고 국가를 연주할 당시, 세레 디에는 격한 감정에 통곡을 하였다. 부친상에 대한 격한 감정의 북받침으로 야기되었다는 소문이 돌았으나, 이 정보는 오보로 판명되었다. 그의 아버지는 그날이 아니라, 2004년에 타계한 것이었다.

## 수상
세티프
- 아랍 챔피언스리그: 2007-08

시옹
- 스위스컵: 2008-09, 2010-11

바젤
- 스위스 슈퍼리그: 2012-13, 2013-14
- 스위스컵 준우승: 2012–13, 2013–14
- 우어렌컵: 2013